# Celesio
Celesio AG är ett tyskt hälso- och läkemedelsföretag  med huvudkontor i Stuttgart. Företaget grundades den 1 maj 1835 i Dresden av affärsmannen Franz Ludwig Gehe.
Företaget har mer än 32 000 anställda och bedriver verksamhet i 13 länder. Med en ägarandel om drygt 75 procent är McKesson Corporation majoritetsägare i Celesio.

## Verksamhet i Sverige
Celesio äger bland annat Admenta Sweden AB, företaget bakom LloydsApotek. Verksamheten omfattar c:a 500 anställda och 79 apotek (april 2016).